# Coeficiente balístico

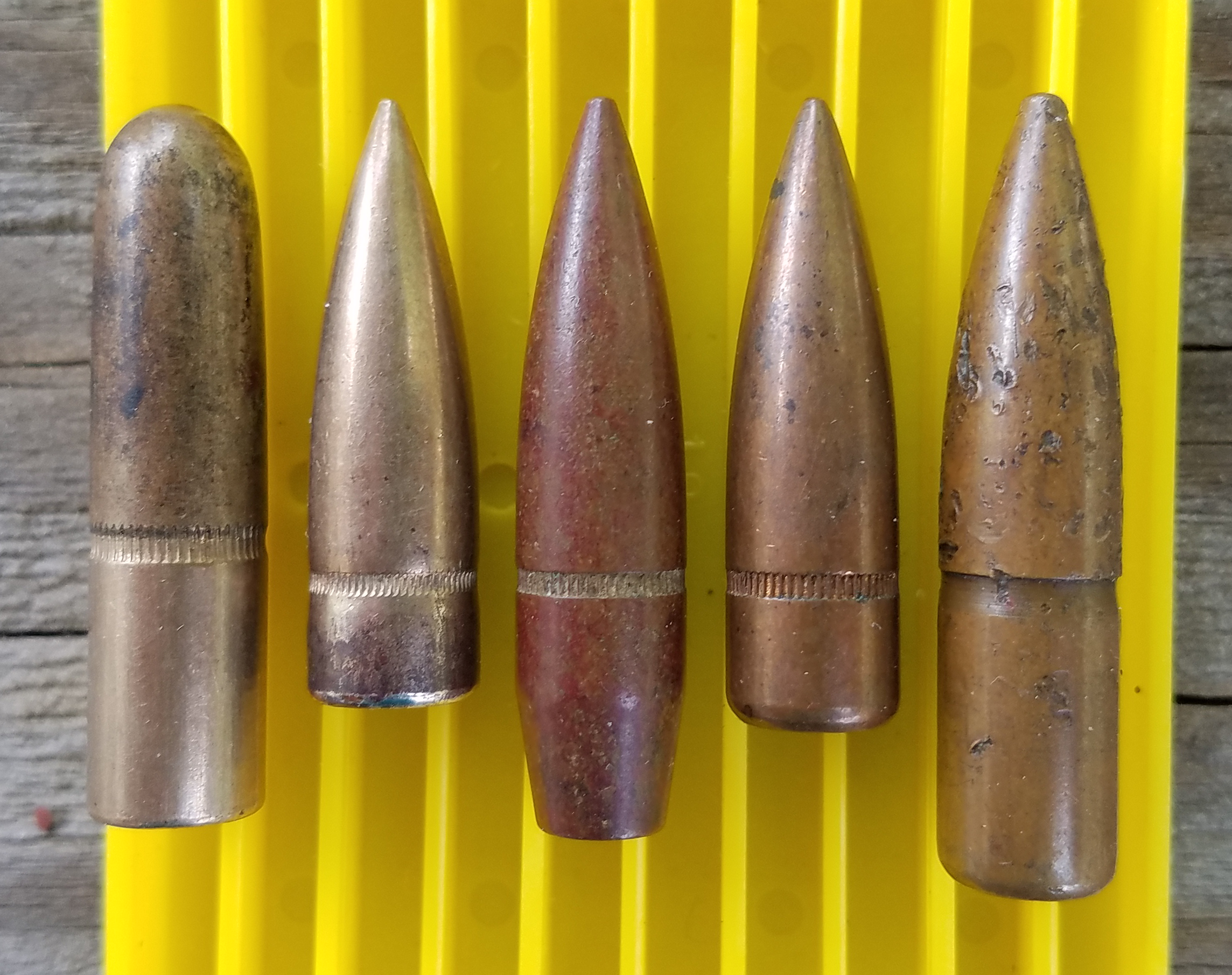
Una selección de balas con diferentes formas y, por lo tanto, diferentes coeficientes balísticos.

En balística, el coeficiente balístico (BC, Cb) de un cuerpo es una medida de su capacidad para superar la resistencia del aire en vuelo. Es inversamente proporcional a la aceleración negativa: un número alto indica una aceleración negativa baja: la resistencia del cuerpo es pequeña en proporción a su masa. BC se puede expresar con las unidades kilogramos por metro cuadrado (kg/m2) o libras por pulgada cuadrada (lb/in2) (donde 1 lb/in2 corresponde a 703.069 581 kg/m2).

## Fórmulas

### General
{\displaystyle C_{\text{b,Physics}}={\frac {m}{C_{\text{d}}A}}={\frac {\rho \ell }{C_{\text{d}}}}}
donde:
- Cb,Física, coeficiente balístico tal como se usa en física e ingeniería
- m, masa
- A, área de la sección transversal
- Cd, coeficiente de arrastre
- {\displaystyle \rho }, densidad
- {\displaystyle \ell }, longitud corporal característica

### Balística
La fórmula para calcular el coeficiente balístico para proyectiles de armas pequeñas y grandes es la siguiente:
{\displaystyle C_{\text{b,Projectile}}={\frac {m}{d^{2}i}}} 
donde:
- Cb,Proyectil, coeficiente balístico utilizado en la trayectoria de masa puntual del método Siacci (menos de 20 grados).[4]
- m, masa de la bala
- d, sección transversal medida (diámetro) del proyectil
- i, coeficiente de forma

El coeficiente de forma, i , puede derivarse mediante 6 métodos y aplicarse de manera diferente según los modelos de trayectoria utilizados: modelo G, Beugless/Coxe; Pantalla de 3 cielos; 4 cielo pantalla; puesta a cero de objetivos; radar Doppler.
Aquí hay varios métodos para calcular i or Cd:
{\displaystyle i={\frac {2}{n}}{\sqrt {\frac {4n-1}{n}}}} 
donde:
- i, coeficiente de forma,
- n, número de calibre de la ojiva del proyectil

Si n es desconocido, se puede estimar como::
{\displaystyle n={\frac {4\ell ^{2}+1}{4}}} [7]
donde:
  - n,  número de calibres de la ojiva del proyectil.
  - ℓ, longitud de la cabeza (ojiva) en número de calibres.

o
Un coeficiente de arrastre también se puede calcular matemáticamente: 
{\displaystyle C_{\text{d}}={\frac {8}{\rho v^{2}\pi d^{2}}}} 
donde:
- Cd, coeficiente de arrastre.
- {\displaystyle \rho }, densidad del proyectil.
- v, velocidad del proyectil a distancia.
- π (pi) = 3.14159…
- d, sección transversal medida (diámetro) del proyectil

o
De la física estándar aplicada a los modelos "G":
{\displaystyle i={\frac {C_{\text{p}}}{C_{\text{G}}}}}
donde:
- i, coeficiente de forma.
- CG, coeficiente de arrastre de 1,00 de cualquier modelo "G", dibujo de referencia, proyectil.[11]
- Cp, coeficiente de arrastre del proyectil de prueba real a distancia.

### Uso comercial
Esta fórmula es para calcular el coeficiente balístico dentro de la comunidad de tiro con armas pequeñas, pero es redundante con Cb,Projectile:
{\displaystyle C_{\text{b,Smallarms}}={\frac {SD}{i}}} 
donde:
- Cb,Smallarms, coeficiente balístico
- SD, densidad seccional
- i, coeficiente de forma (factor de forma[13])

## Diferentes modelos matemáticos y coeficientes balísticos de bala
La mayoría de los modelos matemáticos balísticos y, por lo tanto, las tablas o el software dan por sentado que una función de arrastre específica describe correctamente el arrastre y, por lo tanto, las características de vuelo de una bala en relación con su coeficiente balístico. Esos modelos no diferencian entre tipos o formas de bala wadcutter, de base plana, spitzer, boat-tail, muy baja resistencia, etc. Asumen una función de arrastre invariable como lo indica el BC publicado. Sin embargo, están disponibles varios modelos diferentes de curvas de arrastre optimizados para varias formas estándar de proyectiles.
Los modelos de curva de arrastre resultantes para varias formas o tipos de proyectiles estándar se conocen como:
- G1 o Ingalls (base plana con ojiva de nariz de calibre 2 (roma), con mucho, la más popular)[16]
- G2 (proyectil Aberdeen J)
- G5 (cola de barco corta de 7,5 °, ojiva tangente larga de calibre 6,19)
- G6 (base plana, ojiva secante larga de calibre 6 )
- G7 (cola de bote larga de 7,5 °, ojiva secante de calibre 10, preferida por algunos fabricantes para balas de muy baja resistencia[17])
- G8 (base plana, ojiva secante larga de calibre 10)
- GL (nariz de plomo roma)

Dado que estas formas de proyectil estándar difieren significativamente, la G x BC también diferirá significativamente de la G y BC para una bala idéntica. Para ilustrar esto, el fabricante de balas Berger ha publicado los BC G1 y G7 para la mayoría de sus balas de objetivo, tácticas, de alimañas y de caza. Otros fabricantes de balas como Lapua y Nosler también publicaron los BC G1 y G7 para la mayoría de sus balas objetivo. Cuánto se desvía un proyectil del proyectil de referencia aplicado se expresa matemáticamente mediante el factor de forma (i). La forma del proyectil de referencia aplicada siempre tiene un factor de forma (i) de exactamente 1. Cuando un proyectil en particular tiene un factor de forma inferior a 1 (i), esto indica que el proyectil en particular exhibe una resistencia menor que la forma del proyectil de referencia aplicada. Un factor de forma (i) mayor que 1 indica que el proyectil particular exhibe más resistencia que la forma del proyectil de referencia aplicada. En general, el modelo G1 produce valores de BC comparativamente altos y se utiliza a menudo en la industria de las municiones deportivas.

### La naturaleza transitoria de los coeficientes balísticos de las balas
Las variaciones en las afirmaciones de BC para exactamente los mismos proyectiles pueden explicarse por las diferencias en la densidad del aire ambiental utilizada para calcular valores específicos o las diferentes medidas de rango de velocidad en las que se basan los promedios G1 BC establecidos. Además, el BC cambia durante el vuelo de un proyectil, y los BC establecidos son siempre promedios para regímenes particulares de rango-velocidad. Puede encontrar más explicaciones sobre la naturaleza variable del G1 BC de un proyectil durante el vuelo en el artículo de balística externo. El artículo de balística externo implica que saber cómo se determinó un BC es casi tan importante como conocer el valor de BC declarado en sí.
Para el establecimiento preciso de los BC (o quizás los coeficientes de arrastre científicamente mejor expresados), se requieren mediciones de radar Doppler . Sin embargo, el aficionado normal al tiro o la aerodinámica no tiene acceso a dispositivos de medición profesionales tan caros. Los radares Doppler Weibel 1000e o Infinition BR-1001 son utilizados por gobiernos, balísticos profesionales, fuerzas de defensa y algunos fabricantes de municiones para obtener datos exactos del mundo real sobre el comportamiento de vuelo de los proyectiles de interés.
Resultados de la medición del radar Doppler para una bala sólida monolítica torneada en torno de .50 BMG (Lost River J40) se parece a esto:
| Alcance (m)              | Alcance (m)    | 500   | 600   | 700   | 800   | 900   | 1000  | 1100  | 1200  | 1300  | 1400  | 1500  | 1600  | 1700  | 1800  | 1900  | 2000  |
| Coeficiente balístico G1 | (libras/pulg2) | 1.040 | 1.051 | 1.057 | 1.063 | 1.064 | 1.067 | 1.068 | 1.068 | 1.068 | 1.066 | 1.064 | 1.060 | 1.056 | 1.050 | 1.042 | 1.032 |
| Coeficiente balístico G1 | (kg/m2)        | 731.2 | 738.9 | 743.1 | 747.4 | 748.1 | 750.2 | 750.9 | 750.9 | 750.9 | 749.5 | 748.1 | 745.3 | 742.4 | 738.2 | 732.6 | 725.6 |

El aumento inicial en el valor de BC se atribuye a la guiñada y la precesión siempre presentes de un proyectil fuera del orificio. Los resultados de la prueba se obtuvieron de muchos disparos, no de uno solo. El fabricante de la bala, Lost River Ballistic Technologies, asignó a la bala 1,062 lb/in2 (746,7 kg/m2) para su número BC.
Las mediciones en otras balas pueden dar resultados totalmente diferentes. La forma en que los diferentes regímenes de velocidad afectan varias balas de rifle de 8,6 mm (calibre .338) fabricadas por el fabricante finlandés de municiones Lapua se puede ver en el folleto del producto .338 Lapua Magnum que establece datos BC establecidos por radar Doppler.

### Tendencias generales
Las balas deportivas, con un calibre d que va de 4,4 a 12,7 milímetros (0,172 a 0,50 pulgadas), tienen Cb en el rango de 0,12 lb/pulgada2 a poco más de 1,00 lb/pulgada2 (84 kg/m2 a 703 kg/m2). Esas balas con BC más altos son las más aerodinámicas, y aquellas con BC bajos son las menos. Las balas de muy baja resistencia con Cb≥ 1,10 lb/in2 (más de 773 kg/m2) pueden diseñarse y producirse en tornos de precisión CNC a partir de varillas monometálicas, pero a menudo tienen que dispararse con rifles de calibre completo hechos a medida con cañones especiales.
Los fabricantes de municiones a menudo ofrecen varios pesos y tipos de balas para un cartucho determinado. Las balas puntiagudas (spitzer) de calibre pesado con un diseño de cola de bote tienen BC en el extremo superior del rango normal, mientras que las balas más ligeras con colas cuadradas y puntas romas tienen BC más bajas. Los cartuchos de 6 mm y 6,5 mm son probablemente los más conocidos por tener un BC alto y, a menudo, se usan en coincidencias de objetivos de largo alcance de 300 m (328 yd) - 1000 m (1094 yd). El 6 y el 6.5 tienen un retroceso relativamente ligero en comparación con las balas BC de mayor calibre y tienden a ser disparadas por el ganador en los partidos donde la precisión es clave. Los ejemplos incluyen 6mm PPC, 6 mm BR, SM de 6 × 47 mm, 6,5 × 55 mm Sueco, 6,5 × 47 mm Lapua, 6,5 mm Creedmoor, 6.5 Grendel, .260 Remington, y el 6.5-284 Norma . El 6,5 mm también es un calibre de caza popular en Europa.
En los Estados Unidos, los cartuchos de caza como el .25-06 Remington (un calibre de 6,35 mm), el .270 Winchester (un calibre de 6,8 mm) y el 7 mm Remington Magnum (un calibre de 7 mm) se utilizan cuando los BC altos y Se desea un retroceso moderado. Los cartuchos .30-06 Springfield y .308 Winchester también ofrecen varias cargas de alto BC, aunque los pesos de las balas son pesados para la capacidad de la caja disponible y, por lo tanto, la velocidad está limitada por la presión máxima permitida; es por eso que opciones como el .300 Winchester Magnum o el .300 Weatherby Magnum compensan esta situación debido a la mayor capacidad de carga de pólvora, que permite obtener velocidades de salida mayores con proyectiles más pesados y largos, de mayor coeficiente balístico. Sin embargo, el factor más preponderante que determina el coeficiente balístico de una bala es el paso o ratio de giro del ánima de un cañón. De esta manera cañones con pasos más rápidos estabilizan proyectiles de más alto coeficiente balístico a costas de un incremento en la presión. Si bien el coeficiente balístico influye tanto en la trayectoria como en la capacidad de un proyectil por sortear el viento y la resistencia de la atmósfera, la velocidad es también un factor que actúa de manera similar permitiendo que proyectiles de menor coeficiente balístico repliquen o incluso tengan una trayectoria más plana y menor desviación por el viento que un proyectil de mayor coeficiente balístico y peso a menor velocidad. Es por eso que cuando se comparan las tablas balísticas, los proyectiles más pesados y de mayor coeficiente balísitco tendrán inicialmente una trayectoria más curva que un proyectil más ligero disparado de una misma arma.
En la categoría de mayor calibre, el .338 Lapua Magnum y el .50 BMG son populares entre las balas BC muy altas para disparar a más de 1000 metros. Las recámaras más nuevas en la categoría de calibre más grande son el .375 y .408 Cheyenne Tactical y el .416 Barrett.